# Pápaszemes paradicsommadár
A pápaszemes paradicsommadár (Macgregoria pulchra) a madarak osztályának verébalakúak (Passeriformes) rendjébe és a mézevőfélék (Meliphagidae) családjába tartozó Macgregoria nem egyetlen faja. Régebben a paradicsommadár-félék (Meliphagidae) családjába sorolták.

## Rendszerezése
A nemet és a fajt is Charles Walter De Vis angol ornitológus írta le 1897-ben.

## Alfajai
- Macgregoria pulchra carolinae Junge, 1939
- Macgregoria pulchra pulchra De Vis, 1897[2]

## Előfordulása
Új-Guinea szigetén, Indonézia és Pápua Új-Guinea területén honos. Természetes élőhelyei a szubtrópusi vagy trópusi hegyi esőerdők és magaslati cserjések. Állandó, de kóborló faj.

## Megjelenése
Testhossza 35-40 centiméter, testtömege 206-357 gramm. A nemek hasonlóak, a hím kissé nagyobb, mint a tojó. A tollazata bársonyos fekete, kivéve egy sárga félkörös csupasz foltot az arc részén és a sárga szárnyfoltot.

## Életmódja
Főleg gyümölcsökkel táplálkozik, de néha ízeltlábúakat is eszik.

## Természetvédelmi helyzete
Az elterjedési területe viszonylag kicsi, egyedszáma 2500-9999 példány közötti és csökken. A Természetvédelmi Világszövetség Vörös listáján sebezhető fajként szerepel.